# マット・レイトス
マシュー・アダム・レイトス（Mathew Adam Latos, 1987年12月9日 - ）はアメリカ合衆国・バージニア州アレクサンドリア出身の元プロ野球選手（投手）。右投右打。

## 経歴

### プロ入りとパドレス時代
2006年のMLBドラフト11巡目（全体333位）でサンディエゴ・パドレスから指名され、2007年5月30日に契約。
2009年は、メジャーのスプリングトレーニングに招待されたが、開幕をマイナーで迎えた。マイナーではオールスター・フューチャーズゲームに選出され、A級フォートウェイン・ティンキャップスとAA級サンアントニオ・ミッションズの2球団合計で8勝1敗・防御率1.38を記録。7月18日にジョシュ・バンクスに代わってメジャー初昇格を果たした。7月19日のコロラド・ロッキーズ戦でメジャーデビュー。デビュー戦は敗戦投手となったが、メジャー2試合目の登板となった7月24日から8月8日にかけて4戦4勝を記録し、球団史上初のメジャーデビューから5試合の登板で4勝を記録。その後は勝ち星を挙げることができず、9月5日の登板を最後にシーズンを終えた。
2010年は野球に取り組む姿勢を変え、進んでチームメイトにアドバイスを求めるようになった。5月13日のサンフランシスコ・ジャイアンツ戦では自身初の完封勝利を記録し、イーライ・ホワイトサイドの内野安打1本に抑えるほぼ完璧な投球を見せ、また自身のヒットでの1打点によるスコア1-0という結果であった。5月1日の時点では1勝3敗、防御率5.47という結果であったが、オールスターブレイクまでに防御率2.45まで持ち直した。また被打率.193、WHIP0.97はそれぞれリーグトップだった。9月7日のロサンゼルス・ドジャース戦では7回1失点10奪三振で勝利投手となった。この試合で15試合連続で5回以上を2失点以内に抑えたことになり、1900年以降での新記録となった。それまでは1986年のマイク・スコット、1993年から1994年にかけてグレッグ・マダックスが記録した14試合連続であった。しかし、この試合を最後に白星をあげることができず、その後5試合に先発するも、5連敗でシーズンを終えた。シーズン終了後のサイヤング賞の投票では8位に入った。
2011年はスプリングトレーニング期間中に肩を痛め、故障者リストで開幕を迎えた。復帰後も白星なしの4連敗となり、前年から9試合連続で敗戦投手となった。これはアンディ・ベネス、デニス・ラスムッセンが記録したパドレスの球団記録に並んだ。次の試合で勝敗がつかずこの記録はストップするも、その次の試合で敗戦投手となり合計で10連敗となり、ゲイリー・ロスが記録した球団記録に残り1と迫ってしまった。5月15日のロッキーズ戦で白星をあげ、この連敗記録をストップさせた。最終的には9勝（14敗）を挙げた。

### レッズ時代
2011年12月17日にエディンソン・ボルケス、ヨンダー・アロンソ、ブラッド・ボックスバーガー、ヤズマニ・グランダルとのトレードで、シンシナティ・レッズへ移籍した。
2012年は6月下旬に2試合連続の完投勝利を挙げた。7月1日には週間MVPを受賞した。最終的に自己最多に並ぶ14勝を記録し、チームのプレーオフ進出に貢献した。ジャイアンツとのディビジョンシリーズでは第5戦に先発するも、バスター・ポージーに満塁本塁打を許すなど5回6失点と打ち込まれ敗戦投手となり、チームも敗退となった。
2013年2月12日にレッズと総額1150万ドルの2年契約に合意した。この年は開幕から好調で、前年8月29日から21試合連続で黒星がつかなかった（そのうち白星がついた試合は10試合）。6月30日に腹部の張りを訴えたが、一度も登板を飛ばすことなく投げ続けた。9月20日のピッツバーグ・パイレーツ戦でノックアウトされた後にこの故障を明らかにした。10月には右肘の痛みを訴え、オフには右肘の遊離軟骨除去手術と左膝の手術を受けた。
2014年はキャンプイン後に左膝の痛みを再発し、2月14日に左膝の手術を行った。3月30日に15日間の故障者リスト入りした。4月3日にリハビリのためAA級ペンサコーラ・ブルーワフーズへ異動したが、右肘を痛めて5月15日には60日間の故障者リストへ異動し、6月14日に復帰した。9月12日に右肘の痛みを再発して先発を回避しシーズンを終えた。

### マーリンズ時代
2014年12月11日にアンソニー・デスクラファニー、チャド・ウォーラックとのトレードで、マイアミ・マーリンズへ移籍した。
2015年、先発ローテーションに入り16試合に登板、防御率4.48・WHIP1.25という悪くない数字を残していたが、勝ち運もやや欠いており、4勝7敗に留まった。

### ドジャース時代
2015年7月30日にビクター・アロウホ、ジェフ・ブリガム、ケビン・グーズマンとのトレードで、マイケル・モースと共にドジャースへ移籍した。ここでは、1試合のリリーフを含む6試合に登板したが、0勝3敗、防御率6.66と炎上。9月17日にDFAとなり、25日に自由契約となった。

### エンゼルス時代
2015年9月28日にロサンゼルス・エンゼルス・オブ・アナハイムと契約した。エンゼルスでは2試合に投げ、防御率4.91をマーク。勝敗は付かなかった。2015年の3球団合計の成績は、24試合（21試合で先発登板）に投げ、4勝10敗・防御率4.95・100奪三振という内容であり、防御率は自己ワーストだった。11月2日にFAとなった。

### エンゼルス退団後
2016年2月9日にシカゴ・ホワイトソックスと1年300万ドルで契約を結んだ。開幕から4試合で4連勝・防御率0.74と絶好調だったが、その後の7試合で防御率7.25と一変し、6月9日にジェームズ・シールズの加入に伴ってDFA、16日に自由契約となった。7月3日にワシントン・ナショナルズとマイナー契約を結んだ。9月2日にメジャー契約を結んでアクティブ・ロースター入りした。その後メジャーでは1試合しか先発できず、6試合で防御率6.52と復調しなかった。オフの11月3日にFAとなった。
2017年2月16日にトロント・ブルージェイズとマイナー契約を結び、スプリングトレーニングに招待選手として合流した。開幕を傘下のAAA級バッファロー・バイソンズで迎えた後、4月21日にメジャー契約を結んでアクティブ・ロースター入りした。5月5日にDFAとなり、8日に40人枠を外れる形でAAA級バッファローへ配属された。5月30日に自由契約となった。

### 独立リーグ時代
2018年4月10日にカナディアン・アメリカン・リーグのニュージャージー・ジャッカルズと契約。シーズン終了後に退団した。
2019年3月28日にアトランティックリーグのサザンメリーランド・ブルークラブスと契約。この年は50試合に登板して4勝5敗25セーブ、防御率1.06、9イニング連続3者凡退、14イニング連続無安打、20イニング連続無失点という完璧な成績で、リーグのリリーバー・オブ・ザ・イヤーを受賞した。シーズン終了後に退団した。
2020年1月29日にフロンティアリーグのニュージャージー・ジャッカルズと契約したが、新型コロナウイルスの感染拡大の影響でシーズンが開催されなかった。12月14日に2021年シーズンの契約を更新した。
2021年3月26日にトレードでサザンメリーランド・ブルークラブスに復帰した。43試合に登板して2勝5敗24セーブ、防御率2.76という成績を挙げた。2022年も39試合に登板して4勝3敗25セーブを挙げたが、防御率は4.46まで悪化した。この年限りで退団し現役を引退した。

### 現役引退後
2024年より、選手時代晩年を過ごしたサザンメリーランド・ブルークラブスの投手コーチを務める。

## 投球スタイル
2010年から2013年まで4年連続で30先発登板以上・180イニング以上を投げている。また、同期間中は4年連続で防御率3.50未満・185奪三振以上、4シーズンで3度14勝を挙げたことからも分かるように、エースを張れる実力を持つ先発投手である。平均球速94mph（約151km/h）の速球3球種（フォーシーム、ツーシーム、カッター） に、変化球はスライダー、カーブ、チェンジアップを組み合わせる。故障するまでは、特に精度の高いカッターとスライダーを決め球としていたが、2015年からは新たにスプリッターを習得し、故障によって精度の落ちたスライダーに代わって、決め球としている。
右肘を痛めた2014年には球速が2mph（約3km/h）落ち、前年まで通算8.32を記録していた奪三振率も6.51に落ちた。

## 詳細情報

### 年度別投手成績
| 年 度    | 球 団    | 登 板 | 先 発 | 完 投 | 完 封 | 無 四 球 | 勝 利 | 敗 戦 | セ 丨 ブ | ホ 丨 ル ド | 勝 率 | 打 者 | 投 球 回 | 被 安 打 | 被 本 塁 打 | 与 四 球 | 敬 遠 | 与 死 球 | 奪 三 振 | 暴 投 | ボ 丨 ク | 失 点 | 自 責 点 | 防 御 率 | W H I P |
| -------- | -------- | ----- | ----- | ----- | ----- | -------- | ----- | ----- | -------- | ----------- | ----- | ----- | -------- | -------- | ----------- | -------- | ----- | -------- | -------- | ----- | -------- | ----- | -------- | -------- | ------- |
| 2009     | SD       | 10    | 10    | 0     | 0     | 0        | 4     | 5     | 0        | 0           | .444  | 212   | 50.2     | 43       | 7           | 23       | 1     | 0        | 39       | 0     | 2        | 29    | 26       | 4.62     | 1.30    |
| 2010     | SD       | 31    | 31    | 1     | 1     | 1        | 14    | 10    | 0        | 0           | .583  | 748   | 184.2    | 150      | 16          | 50       | 3     | 2        | 189      | 5     | 1        | 63    | 60       | 2.92     | 1.08    |
| 2011     | SD       | 31    | 31    | 0     | 0     | 0        | 9     | 14    | 0        | 0           | .391  | 799   | 194.1    | 168      | 16          | 62       | 3     | 1        | 185      | 5     | 0        | 82    | 75       | 3.47     | 1.18    |
| 2012     | CIN      | 33    | 33    | 2     | 0     | 1        | 14    | 4     | 0        | 0           | .778  | 858   | 209.1    | 179      | 25          | 64       | 9     | 4        | 185      | 3     | 1        | 87    | 81       | 3.48     | 1.16    |
| 2013     | CIN      | 32    | 32    | 1     | 0     | 0        | 14    | 7     | 0        | 0           | .667  | 881   | 210.2    | 197      | 14          | 58       | 5     | 10       | 187      | 8     | 0        | 82    | 74       | 3.16     | 1.21    |
| 2014     | CIN      | 16    | 16    | 0     | 0     | 0        | 5     | 5     | 0        | 0           | .500  | 420   | 102.1    | 92       | 9           | 26       | 2     | 2        | 74       | 1     | 0        | 42    | 37       | 3.25     | 1.15    |
| 2015     | MIA      | 16    | 16    | 0     | 0     | 0        | 4     | 7     | 0        | 0           | .364  | 372   | 88.1     | 85       | 8           | 25       | 0     | 1        | 79       | 9     | 0        | 46    | 44       | 4.48     | 1.25    |
| 2015     | LAD      | 6     | 5     | 0     | 0     | 0        | 0     | 3     | 0        | 0           | .000  | 106   | 24.1     | 31       | 3           | 6        | 1     | 0        | 18       | 1     | 1        | 19    | 18       | 6.66     | 1.52    |
| 2015     | LAA      | 2     | 0     | 0     | 0     | 0        | 0     | 0     | 0        | 0           | ---   | 16    | 3.2      | 4        | 2           | 1        | 0     | 0        | 3        | 0     | 0        | 2     | 2        | 4.91     | 1.36    |
| '15計    | LAA      | 24    | 21    | 0     | 0     | 0        | 4     | 10    | 0        | 0           | .286  | 494   | 116.1    | 120      | 13          | 32       | 1     | 1        | 100      | 10    | 1        | 67    | 64       | 4.95     | 1.31    |
| 2016     | CWS      | 11    | 11    | 0     | 0     | 0        | 6     | 2     | 0        | 0           | .750  | 265   | 60.1     | 63       | 10          | 25       | 1     | 1        | 32       | 1     | 0        | 33    | 31       | 4.62     | 1.46    |
| 2016     | WSH      | 6     | 1     | 0     | 0     | 0        | 1     | 1     | 0        | 0           | .500  | 44    | 9.2      | 11       | 1           | 5        | 0     | 0        | 10       | 0     | 0        | 7     | 7        | 6.52     | 1.66    |
| '16計    | WSH      | 17    | 12    | 0     | 0     | 0        | 7     | 3     | 0        | 0           | .700  | 309   | 70.0     | 74       | 11          | 30       | 1     | 1        | 42       | 1     | 0        | 40    | 38       | 4.89     | 1.49    |
| 2017     | TOR      | 3     | 3     | 0     | 0     | 0        | 0     | 1     | 0        | 0           | .000  | 70    | 15.0     | 19       | 5           | 8        | 1     | 1        | 10       | 1     | 0        | 11    | 11       | 6.60     | 1.80    |
| MLB：9年 | MLB：9年 | 197   | 189   | 4     | 1     | 2        | 71    | 59    | 0        | 0           | .546  | 4791  | 1153.1   | 1042     | 116         | 353      | 26    | 22       | 1011     | 34    | 5        | 503   | 466      | 3.64     | 1.21    |

- 各年度の太字はリーグ最高

### 記録
MiLB
- オールスター・フューチャーズゲーム選出：1回（2009年）

### 背番号
- 38（2009年 - 2011年、2016年）
- 55（2012年 - 2014年、2015年途中 - 同年終了）
- 35（2015年 - 同年途中）
- 57（2017年）